# Стайки (Логойський район, Камінська сільська рада)
Стайки — (біл. вёска Стайки), село (веска) в складі Логойського району розташоване в Мінській області Білорусі, підпорядковане Каміньській сільській раді.
Село Стайки розташоване в центральних районах Білорусі, в північній частині Мінської області - орієнтовне розташування.